# Poecilopharis wallacei
Poecilopharis wallacei är en skalbaggsart som beskrevs av Paul Norbert Schürhoff 1935. Poecilopharis wallacei ingår i släktet Poecilopharis och familjen Cetoniidae. Inga underarter finns listade i Catalogue of Life.